# CBLN2
CBLN2 (англ. Cerebellin 2 precursor) – білок, який кодується однойменним геном, розташованим у людей на довгому плечі 18-ї хромосоми. Довжина поліпептидного ланцюга білка становить 224 амінокислот, а молекулярна маса — 24 084.
| 10         |  | 20         |  | 30         |  | 40         |  | 50         |
| ---------- |  | ---------- |  | ---------- |  | ---------- |  | ---------- |
| MQAPGRGPLG |  | LRLMMPGRRG |  | ALREPGGCGS |  | CLGVALALLL |  | LLLPACCPVR |
| AQNDTEPIVL |  | EGKCLVVCDS |  | SPSADGAVTS |  | SLGISVRSGS |  | AKVAFSATRS |
| TNHEPSEMSN |  | RTMTIYFDQV |  | LVNIGNHFDL |  | ASSIFVAPRK |  | GIYSFSFHVV |
| KVYNRQTIQV |  | SLMQNGYPVI |  | SAFAGDQDVT |  | REAASNGVLL |  | LMEREDKVHL |
| KLERGNLMGG |  | WKYSTFSGFL |  | VFPL       |  |            |  |            |

A: Аланін

C: Цистеїн

D: Аспарагінова кислота

E: Глутамінова кислота

F: Фенілаланін

G: Гліцин

H: Гістидин

I: Ізолейцин

K: Лізин

L: Лейцин

M: Метіонін

N: Аспарагін

P: Пролін

Q: Глутамін

R: Аргінін

S: Серин

T: Треонін

V: Валін

W: Триптофан

Секретований назовні. Під час коекспресії CBLN2 здатен формувати гетерогексамер з CBLN1, CBLN3, CBLN4. 